# Régimpert
Ne doit pas être confondu avec Raginpert.
Régimpert ou Réginpert est un évêque de Limoges, attesté du 3 août 794 au 16 juillet 817.

## Biographie
Régimpert est attesté comme évêque et comme chapelain le 3 août 794, quand il souscrit un diplôme de Louis le Pieux, alors roi d'Aquitaine, donné  au Palais-sur-Vienne en faveur de la cellola de Nouaillé, où figure également Aton, abbé, probablement de Saint-Hilaire de Poitiers. Selon l'historien Josef Fleckenstein, Régimpert n'est alors qu'un simple chapelain. Philippe Depreux estime que ce titre de chapelain indique vraisemblablement qu'il est responsable de la chapelle royale d'Aquitaine. Il est donc un proche du jeune Louis le Pieux. 
Le titre que se donne Régimpert dans ce diplôme de 794, en latin « seu indignus vocatus episcopi », conduit Josef Fleckenstein à considérer que Régimpert n'est pas encore sacré évêque. Pour Philippe Depreux, au contraire, il ne s'agit que d'une formule d'humilité et Régimpert est bien titulaire du siège épiscopal dès cette date.
Régimpert est également attesté comme évêque de Limoges le 16 juillet 817. Il reçoit alors de l'empereur Louis le Pieux deux diplômes,, un diplôme d'immunité pour la cathédrale de Limoges et un diplôme pour son chapitre. Il est sans doute présent au plaid tenu à Aix-la-Chapelle en ce mois de juillet 817, et fait sans doute rédiger ces deux actes avant de revenir à Limoges. Pépin Ier vient alors de succéder à son père Louis le Pieux comme roi d'Aquitaine, mais Régimpert préfère faire appel directement son ancien maître. Ces actes montrent que le chapitre est déjà bien constitué à Limoges et qu'il dispose d'un patrimoine commun.
Comme l'évêque de Saintes Aton, qui a peut-être comme lui des origines en Bavière, Régimpert fait partie d'un groupe de clercs chargés de réformer et de soumettre le clergé aquitain.